# Das Gipfeltreffen
Das Gipfeltreffen. Schubert, Sträter und König retten die Welt ist eine 2020 entstandene Comedy-Sendung des MDR. Seit dem 17. November 2020 wurden die Folgen auf Das Erste erstausgestrahlt. Sechs Folgen wurden im Voraus in der ARD Mediathek und auf YouTube veröffentlicht.

## Inhalt
Olaf Schubert führt mit Torsten Sträter und Johann König durch die Sendung, in der sie Fragen von per Video eingespielten oft prominenten Gästen beantworten. Die Fragenden stammen meist aus den Bereichen der Musik und Kultur, der Unterhaltung, aber auch des Schauspiels und manchmal der Politik. Hierbei erstrecken sich die Fragen auf philosophische, aber auch alltägliche oder aktuelle Inhalte, und die drei werden nach ihrer Meinung befragt. Die Antworten sind humoristischer Natur, meist gespickt mit Wortwitzen und mehrdeutigen Witzen.

## Produktion
Die Sendung wird im Kunstkraftwerk Leipzig in karger Kulisse aufgenommen. Aufgrund der Corona-Pandemie fanden die ersten Aufnahmen ohne Publikum statt, ab Folge 22 (Staffel 3, Folge 7) kam ein solches hinzu.

## Episodenliste

### Staffel 1
| Nr. (ges.) | Nr. (St.) | Originaltitel | Zusammenfassung | Erstausstrahlung D | Veröffentlichung ARD Mediathek / YouTube |
| ---------- | --------- | ------------- | --- | ------------------ | ---------------------------------------- |
| 1          | 1         | Folge 1       | Mit Fragen (unter anderem) von der Echse, Rainald Grebe, Stefanie Hertel, Marc Weide und Wladimir Kaminer | 2. Mai 2020        | 2. Mai 2020                              |
| 2          | 2         | Folge 2       | Mit Fragen (unter anderem) von Max Raabe, Quichotte, Wladimir Kaminer, Klaus-Jürgen Deuser, Clueso, Claudia Roth und Pawel Popolski                                                                                     | 8. Mai 2020        | 9. Mai 2020                              |
| 3          | 3         | Folge 3       | Mit eingesendeten Zuschauerfragen und Fragen (unter anderem) von Wladimir Kaminer, Marc Weide und dem Maulwurf | 16. Mai 2020       | 16. Mai 2020                             |
| 4          | 4         | Folge 4       | Mit eingesendeten Zuschauerfragen und Fragen (unter anderem) von der Echse, Ingmar Stadelmann, Flake Lorenz, Kevin Kühnert und Hennes Bender                                                                            | 23. Mai 2020       | 23. Mai 2020                             |
| 5          | 5         | Folge 5       | Mit eingesendeten Zuschauerfragen und Fragen (unter anderem) von Philipp Amthor, Lisa Feller, Achim Bubert, Roberto Blanco und Kim Fisher                                                                               | 30. Mai 2020       | 30. Mai 2020                             |
| 6          | 6         | Folge 6       | Mit eingesendeten Zuschauerfragen und Fragen (unter anderem) von Roberto Blanco, Michael Mittermeier, Hennes Bender und Lisa Feller                                                                                     | 6. Juni 2020       | 6. Juni 2020                             |
| 7          | 7         | Folge 7       | Mit eingesendeten Zuschauerfragen und Fragen (unter anderem) von Guildo Horn, Anneke Kim Sarnau, Olaf Schubert als Der Joker, Janek Rieke, Enie van de Meiklokjes, Yvonne Catterfeld, Wolfgang Bosbach und Désirée Nick | 13. Juni 2020      | 13. Juni 2020                            |
| 8          | 8         | Folge 8       | Mit eingesendeten Zuschauerfragen und Fragen (unter anderem) von Yvonne Catterfeld, Guildo Horn, Kim Fisher, Abdelkarim, Wolfgang Bosbach und Désirée Nick                                                              | 20. Juni 2020      | 20. Juni 2020                            |

### Staffel 2
| Nr. (ges.) | Nr. (St.) | Originaltitel                                 | Zusammenfassung | Erstausstrahlung D | Veröffentlichung ARD Mediathek / YouTube |
| ---------- | --------- | --------------------------------------------- | --- | ------------------ | ---------------------------------------- |
| 9          | 1         | Folge 9                                       | Mit eingesendeten Zuschauerfragen und Fragen (unter anderem) von Wladimir Kaminer, Wolfgang Bosbach, Marie-Luise Marjan, Max Moor und Christine Urspruch                                      | 10. Okt. 2020      | 10. Okt. 2020                            |
| 10         | 2         | Impfstoff-Test und Quallen-Shake              | Mit eingesendeten Zuschauerfragen und Fragen (unter anderem) von Ilka Bessin, Max Moor, Devid Striesow, Fernanda Brandao und Wladimir Kaminer                                                 | 17. Okt. 2020      | 15. Okt. 2020                            |
| 11         | 3         | Gott im Himmel und Müll im Park               | Mit eingesendeten Zuschauerfragen und Fragen (unter anderem) von Max Moor, Fernanda Brandao, Ireen Sheer und Ansgar Brinkmann                                                                 | 24. Okt. 2020      | 22. Okt. 2020                            |
| 12         | 4         | Batman oder Ablassbriefe                      | Mit eingesendeten Zuschauerfragen und Fragen (unter anderem) von Wladimir Kaminer, Ilka Bessin, Ireen Sheer, Ingolf Lück, Max Moor, Wolfgang Bosbach und Christine Urspruch                   | 31. Okt. 2020      | 29. Okt. 2020                            |
| 13         | 5         | Eine erste Analyse der US-Wahl                | Mit eingesendeten Zuschauerfragen und Fragen (unter anderem) von Fernanda Brandao, Ansgar Brinkmann und Marie-Luise Marjan                                                                    | 7. Nov. 2020       | 5. Nov. 2020                             |
| 14         | 6         | 2 Wochen Lockdown light – wie bitter ist das? | Mit eingesendeten Zuschauerfragen und Fragen (unter anderem) von Max Moor, Yared Dibaba, Wladimir Kaminer, Devid Striesow, Thorsten Schorn, Karin Hanczewski, Beatrice Egli und Janin Ullmann | 14. Nov. 2020      | 12. Nov. 2020                            |
| 15         | 7         | Weihnachten ohne Lockdown                     | Mit eingesendeten Zuschauerfragen und Fragen (unter anderem) von Wolfgang Bosbach, Max Moor, Ansgar Brinkmann, Michael Kellner und Thorsten Schorn                                            | 19. Nov. 2020      | 19. Nov. 2020                            |

### Staffel 3
| Nr. (ges.) | Nr. (St.) | Originaltitel                    | Zusammenfassung | Erstausstrahlung D | Veröffentlichung ARD Mediathek / YouTube |
| ---------- | --------- | -------------------------------- | --- | ------------------ | ---------------------------------------- |
| 16         | 1         | Mutation auf Wunsch              | Mit einleitender Zuschauerfrage und weiteren Fragen von Ilka Bessin, Ranga Yogeshwar, Karin Hanczewski, Jürgen von der Lippe, Laura Karasek und Cornelia Poletto | 4. Feb. 2021       | 4. Feb. 2021                             |
| 17         | 2         | Folge 17                         | Mit einleitender Frage von Olaf Schubert und weiteren Fragen von Ranga Yogeshwar, Janin Ullmann, Ruth Moschner, Jürgen von der Lippe und Dagmar Wöhrl            | 11. Feb. 2021      | 11. Feb. 2021                            |
| 18         | 3         | Was macht am meisten Spaß?       | Mit einleitender Zuschauerfrage und Fragen (unter anderem) von Ruth Moschner, Karin Hanczewski, Jürgen von der Lippe, Laura Karasek und Janin Ullmann            | 18. Feb. 2021      | 18. Feb. 2021                            |
| 19         | 4         | Folge 19                         | Mit einleitender Zuschauerfrage und Fragen (unter anderem) von Ranga Yogeshwar, Marco Schreyl, Laura Karasek, Max Moor und Jürgen von der Lippe                  | 25. Feb. 2021      | 25. Feb. 2021                            |
| 20         | 5         | Impfneid ist ein schöner Vorname | Mit Fragen (unter anderem) von Esther Schweins, Karoline Schuch, Pascal Hens, Isabel Varell und Hugo Egon Balder                                                 | 20. Mai 2021       | 20. Mai 2021                             |
| 21         | 6         | Hotline gegen Langeweile         | Mit Fragen (unter anderem) von Esther Schweins, Pascal Hens, Karoline Schuch, Meltem Kaptan, Michael Kessler und Hugo Egon Balder                                | 27. Mai 2021       | 27. Mai 2021                             |
| 22         | 7         | Wird Jogi Löw Europa-Meister?    | Mit Fragen (unter anderem) von Rainer Bock, Meltem Kaptan, Isabel Varell, Marco Schreyl, Karoline Schuch und Fabian Kahl                                         | 3. Juni 2021       | 3. Juni 2021                             |
| 23         | 8         | Batterie-Fabrik in Brandenburg?  | Mit Fragen unter anderem von Pierre M. Krause, Isabel Varell, Hugo Egon Balder, Meltem Kaptan, Thorsten Schorn und Michael Kessler                               | 10. Juni 2021      | 10. Juni 2021                            |

### Staffel 4
| Nr. (ges.) | Nr. (St.) | Originaltitel                            | Zusammenfassung | Erstausstrahlung D | Veröffentlichung ARD Mediathek / YouTube |
| ---------- | --------- | ---------------------------------------- | --- | ------------------ | ---------------------------------------- |
| 24         | 1         | Gute Vorsätze für 2022?                  | Mit Fragen (unter anderem) von Sandra Maischberger, Maxi Gstettenbauer, Nikita Miller, Mousse T. und Cristina do Rego                      | 13. Jan. 2022      | 13. Jan. 2022                            |
| 25         | 2         | Kernkraft ist das neue Grün?             | Mit Fragen (unter anderem) von Nikita Miller, Sandra Maischberger, Maxi Gstettenbauer, Pierre Littbarski, Luise Wolfram und Annett Louisan | 20. Jan. 2022      | 20. Jan. 2022                            |
| 26         | 3         | Jetzt ein gemütliches Schneckenbad       | Mit Fragen (unter anderem) von Tim Mälzer, Luise Wolfram, Nadja Benaissa, Nikita Miller, Max Mutzke und Rainer Bock                        | 27. Jan. 2022      | 27. Jan. 2022                            |
| 27         | 4         | Folge 27                                 | Mit Fragen (unter anderem) von Max Mutzke, Wigald Boning, Pierre Litbarski, Mousse T., Nadja Benaissa, Amy Mußul und Tim Mälzer            | 10. Feb. 2022      | 10. Feb. 2022                            |
| 28         | 5         | 100 Milliarden Unvermögen                | Mit Fragen (unter anderem) von Negah Amiri, Amy Mußul, Annett Louisan und Pierre Litbarski                                                 | 2. Juni 2022       | 2. Juni 2022                             |
| 29         | 6         | DIY – der beste Trend fürs Unterstübchen | Mit Fragen (unter anderem) von Clemens Schick, Amy Mußul, Nikita Miller und Nadja Benaissa                                                 | 9. Juni 2022       | 9. Juni 2022                             |

### Staffel 5
| Nr. (ges.) | Nr. (St.) | Originaltitel                            | Zusammenfassung | Erstausstrahlung D | Veröffentlichung ARD Mediathek / YouTube |
| ---------- | --------- | ---------------------------------------- | --- | ------------------ | ---------------------------------------- |
| 30         | 1         | Aus bestem Holz geschnitzt.              | Mit Fragen (unter anderem) von Aline Abboud, Oliver Kalkofe und Tarkan Bagci                                              | 18. Juni 2023      | 22. Juni 2023                            |
| 31         | 2         | To chip or not to chip?                  | Mit Fragen (unter anderem) von Thorsten Schröder, Ingo Zamperoni, Wigald Boning, und Aline Abboud                         | 25. Juni 2023      | 29. Juni 2023                            |
| 32         | 3         | Trauriger Höhepunkt                      | Mit Fragen (unter anderem) von Esther Sedlaczek, Tarkan Bagci, Oliver Polak, Silbermond, Jan van Weyde und Oliver Kalkofe | 2. Juli 2023       | 6. Juli 2023                             |
| 33         | 4         | Bei Gewürzen kann man viel falsch machen | Mit Fragen (unter anderem) von Esther Sedlaczek, Simon Pearce, Edin Hasanovic und Oliver Polak                            | 9. Juli 2023       | 13. Juli 2023                            |
| 34         | 5         | Wenn alle Menschen Frauen wären          | Mit Fragen (unter anderem) von Jan von Weyde, Sven Kalettka, Edin Hasanovic und Oliver Polak                              | 19. Juli 2023      | 27. Juli 2023                            |

### Staffel 6
| Nr. (ges.) | Nr. (St.) | Originaltitel                      | Zusammenfassung | Erstausstrahlung D | Veröffentlichung ARD Mediathek / YouTube |
| ---------- | --------- | ---------------------------------- | --- | ------------------ | ---------------------------------------- |
| 35         | 1         | Der Papst trägt Overknees          | Mit Fragen (unter anderem) von BossHoss, Silbermond, Annette Frier, Guido Cantz und Bodo Wartke                                             | 10. Dez. 2023      | 10. Jan. 2024                            |
| 36         | 2         | Treffen sich zwei Parallelen       | Mit Fragen (unter anderem) von Bodo Wartke, Riccardo Simonetti, Bettina Lamprecht, Bürger Lars Dietrich, Markus Kavka und Claudia Michelsen | 17. Dez. 2023      | 17. Jan. 2024                            |
| 37         | 3         | Ein Schlauch ist auch nur ein Rohr | Mit Fragen (unter anderem) von Claudia Michelsen, Bettina Lamprecht, BossHoss, Markus Kavka, Bürger Lars Dietrich und Ina Müller            | 24. Dez. 2023      | 24. Jan. 2024                            |
| 38         | 4         | Mit Senf, du Vogel!                | Mit Fragen (unter anderem) von Ina Müller, Bodo Wartke, Riccardo Simonetti, Guido Cantz, Annette Frier und BossHoss                         | 31. Dez. 2023      | 31. Jan. 2024                            |
| 39         | 5         | Menschenjagd in gut                | Mit Fragen (unter anderem) von Collien Ulmen-Fernandes, Sonya Kraus, Nils Heinrich, Tahnee und Bettina Lamprecht                            | 10. März 2024      | 13. März 2024                            |
| 40         | 6         | Gesüßte Salzkartoffeln             | Mit Fragen (unter anderem) von Lutz van der Horst, Ilka Bessin, Laura Wontorra, Sonya Kraus, Ingmar Stadelmann und Bettina Lamprecht        | 19. März 2024      | 20. März 2024                            |
| 41         | 7         | Austern im Rachen                  | Mit Fragen (unter anderem) von Martin Schneider, Nils Heinrich, Lutz van der Horst, Collien Ulmen-Fernandes, Ilka Bessin und Bodo Wartke    | 26. März 2024      | 3. Apr. 2024                             |
| 42         | 8         | Jetzt wird's deep                  | Mit Fragen (unter anderem) von Sonya Kraus, Mike Krüger, Tahnee, Lutz van der Horst und Niels Heinrich                                      | 2. Apr. 2024       | 10. Apr. 2024                            |

### Staffel 7
| Nr. (ges.) | Nr. (St.) | Originaltitel                   | Zusammenfassung | Erstausstrahlung D | Veröffentlichung ARD Mediathek / YouTube |
| ---------- | --------- | ------------------------------- | --- | ------------------ | ---------------------------------------- |
| 43         | 1         | Brückentage in der Erdbeerwoche | Mit Fragen (unter anderem) von Palina Rojinski, Eva Padberg, Thomas Kundt, Linda Zervakis und Felix Lobrecht                                                         | 9. Dez. 2024       | 23. Jan. 2025                            |
| 44         | 2         | Harte Fakten für Weicheier      | Mit Fragen (unter anderem) von Felix Lobrecht, Palina Rojinski, Guido Cantz, Helene Bockhorst, Thomas Kundt, Leonard Lansink und Oliver Mommsen                      | 9. Dez. 2024       | 30. Jan. 2025                            |
| 45         | 3         | MPU für Hänsel und Gretel       | Mit Fragen (unter anderem) von Eva Padberg, Helene Bockhorst, Linda Zervakis, Felix Lobrecht, Nelson Müller und Gayle Tufts                                          | 9. Dez. 2024       | 6. Feb. 2025                             |
| 46         | 4         | Honig auf die Eichel            | Mit Fragen (unter anderem) von Felix Lobrecht, Linda Zervakis, Palina Rojinski, Leonard Lansink, Laura Wontorra und Eva Padberg                                      | 9. Dez. 2024       | 13. Feb. 2025                            |
| 47         | 5         | Pumpen ist ein Tu-Wort          | Mit Fragen (unter anderem) von Frank Buschmann, Marlene Lufen, Anja Kling, Senna Gammour, Luise Befort und Martina Hill                                              | 20. Feb. 2025      | 20. Feb. 2025                            |
| 48         | 6         | Wehrpflicht bei Vollmond        | Mit Fragen (unter anderem) von Frank Buschmann, Marlene Lufen, Anja Kling, Cathy Hummels, Luise Befort, Jan Hofer und Martina Hill als Larissa                       | 20. Feb. 2025      | 21. März 2025                            |
| 49         | 7         | Ungeimpfte Sackratten           | Mit Fragen (unter anderem) von Frank Buschmann, Cathy Hummels, Anja Kling, Senna Gammour, Gayle Tufts und Martina Hill als Larissa                                   | —                  | 27. März 2025                            |
| 50         | 8         | Der Wurmfortsatz des Pythagoras | Mit Fragen (unter anderem) von Alexander Schubert, Felix Lobrecht, Anja Kling, Cathy Hummels, Helene Bockhorst, Luise Befort, Jan Hofer und Martina Hill als Larissa | —                  | 3. Apr. 2025                             |

### Sondersendungen und Specials
| Nr. (ges.) | Nr. (St.) | Originaltitel                           | Zusammenfassung                            | Erstausstrahlung D | Veröffentlichung ARD Mediathek / YouTube |
| ---------- | --------- | --------------------------------------- | ------------------------------------------ | ------------------ | ---------------------------------------- |
|            | 1         | Best of 2020                            | Best-of der Staffeln 1 und 2               | 30. Dez. 2020      | 30. Dez. 2020                            |
|            | 2         | Das Gipfeltreffen knallt ins neue Jahr! | Sondersendung zum Jahreswechsel 2020/2021. | —                  | 31. Dez. 2020                            |
|            | 3         | Best of 2021 (Teil 1)                   | Best-of der Staffel 3                      | 23. Dez. 2021      | 23. Dez. 2021                            |
|            | 4         | Best of 2021 (Teil 2)                   | Best-of der Staffel 3                      | 30. Dez. 2021      | 30. Dez. 2021                            |
|            | 5         | Best of 2022 (Teil 1)                   | Best-of der Staffel 4                      | 22. Dez. 2022      | 22. Dez. 2022                            |
|            | 6         | Best of 2022 (Teil 2)                   | Best-of der Staffel 4                      | 22. Dez. 2022      | 22. Dez. 2022                            |
|            | 7         | Best of 2023 (Teil 1)                   | Best-of der Staffeln 5 und 6               | 7. Dez. 2023       | 14. Dez. 2023                            |
|            | 8         | Best of 2023 (Teil 2)                   | Best-of der Staffeln 5 und 6               | 7. Dez. 2023       | 14. Dez. 2023                            |
|            | 9         | Best of 2024 (Teil 1)                   | Best-of der Staffeln 6 und 7               | 4. Dez. 2024       | 4. Dez. 2024                             |
|            | 10        | Best of 2024 (Teil 2)                   | Best-of der Staffeln 6 und 7               | 4. Dez. 2024       | 4. Dez. 2024                             |

## Rezeption
Die Aufrufzahlen bei YouTube liegen meist im sechs- bis siebenstelligen Bereich pro Video.